# Olszukowskaja
Olszukowskaja (ros. Ольшуковская) – wieś w Rosji, w rejonie wożegodskim obwodu wołogodzkiego. W 2010 r. liczyła 42 mieszkańców.